# あの戦争は何だったのか 日米開戦と東條英機
『シリーズ激動の昭和 あの戦争は何だったのか 日米開戦と東條英機』（シリーズげきどうのしょうわ あのせんそうはなんだったのか にちべいかいせんととうじょうひでき）は、TBS系列で、2008年12月24日（水）18:55 - 23:32（JST）に放送されたドキュメンタリーとテレビドラマの特別番組。
- 第一部　「あの戦争は何だったのか」（18:55 - 20:40） - 視聴率：13.6%。
- 第二部　ドラマ「日米開戦と東條英機」（20:45 - 23:32） - 視聴率：12.1%。

## 概要
2008年3月10日に放送された『3月10日東京大空襲 語られなかった33枚の真実』に続くTBSの「シリーズ激動の昭和」の第2弾であり、ドキュメンタリー（18:55 - 20:40）とテレビドラマ（20:45 - 23:32）の2部構成で放送された。ドキュメンタリー部分のメイン司会は、前作と同じく筑紫哲也が行う予定であったが、筑紫の死去により代役として安住紳一郎と鳥越俊太郎の両名が司会を務めた（番組開始時に安住がその旨を述べている）。
ドラマ部分の主人公である東条英機役はビートたけしが演じた。また、白血病により療養中だった市川團十郎のドラマ復帰でもあった。
また、たけしは本作放送の11年後の2019年3月23日・24日放送のテレビ東京開局55周年特別企画ドラマスペシャル『二つの祖国』でも、特別出演で東条英機役を演じた。

## あらすじ（ドラマ）
1941年（昭和16年）10月12日、第3次近衛内閣陸軍大臣の東條英機は、外交でアメリカの和平を模索する首相の近衛文麿の荻窪にある私邸を訪れ、一刻も早い対米開戦を主張する。
程なくして近衛は、陸軍の強硬姿勢に対して、自身の内閣を維持することを断念し、総辞職を決断する。これを受け昭和天皇は、対米主戦派ながら天皇への忠誠心が厚く、陸軍急進派の暴発を抑制できる人物として東條を首相へ任命し、対米和平工作へ望みを託す。
天皇の意を汲み取った東條は、それまでの主張を撤回して戦争回避を目標に、東條内閣は再度日米交渉に挑み国策を再検討する政府大本営連絡会議へ臨む。

## 出演者

### 第1部（ドキュメンタリー）
- 鳥越俊太郎
- 保阪正康
- 安住紳一郎（TBSアナウンサー）
- 松嶋菜々子 - 語り手

### 第2部（ドラマ）
- 東條英機（内閣総理大臣兼陸軍大臣）：ビートたけし [2]
- 徳富蘇峰（ジャーナリスト、歴史家）：西田敏行
- 石井秋穂（陸軍省軍務局軍務課員）：阿部寛
- 吉原政一（東都新聞記者）：高橋克典
- 東郷茂徳（外務大臣）：橋爪功
- 木戸幸一（内大臣）：風間杜夫
- 賀屋興宣（大蔵大臣）：益岡徹
- 近衛文麿（前総理大臣）：山口祐一郎
- 武藤章（陸軍省軍務局長）：高橋克実
- 嶋田繁太郎（海軍大臣）：伊武雅刀
- 永野修身（軍令部総長）：六平直政
- 鈴木貞一（企画院総裁）：大杉漣
- 杉山元（参謀総長）：平野忠彦
- 塚田攻（参謀次長）：目黒祐樹
- 田中新一（参謀本部・作戦部長）：大島宇三郎
- 種村佐孝（参謀本部・戦争指導班員）：福井博章
- 佐藤賢了（陸軍省軍務局軍務課長）：木村祐一
- 赤松貞雄（陸相秘書官）：中野英雄
- 岡敬純（海軍省軍務局長）：山本龍二
- 及川古志郎（前海軍大臣）：黒沢年雄
- 豊田貞次郎（前外務大臣）：平泉成
- 東都新聞・政治部デスク：ベンガル
- 石井キヨ子（石井秋穂の妻）：檀れい
- 山本五十六（連合艦隊司令長官）：市川團十郎（特別出演）
- 昭和天皇（大元帥）：野村萬斎（特別出演）

- 語り手：松嶋菜々子

## スタッフ
- 脚本：池端俊策
- オリジナルテキスト：保阪正康
- プロデューサー：八木康夫、堤慶太、那須田淳
- 演出：鴨下信一
- 制作：TBS（ドラマ制作センター・報道局共同制作）